# هکلر و کخ اچ‌کی۴
هکلر و کخ اچ‌کی۴ (انگلیسی: Heckler & Koch HK4) یک تپانچه جیبی است که اولین بار توسط هکلر و کخ در سال ۱۹۶۷ معرفی شد.